# Musée national de la Poste (Maroc)
Le Musée national de la Poste (en arabe : متحف بريد المغرب, musée Barid Al-Maghrib) est un musée consacré à la philatélie marocaine situé dans la ville de Rabat, capitale du pays. Il a ouvert ses portes au centre de la ville de Rabat en 1970. 
Il s'agit d'un musée d’entreprise du groupe Barid Al-Maghrib (Poste Maroc). Il est classé« patrimoine historique ».

## Histoire
Le musée a ouvert ses portes le 30 juin 1970 afin de retracer l'histoire de la poste depuis sa création en 1892 pendant le règne du sultan Moulay Hassan jusqu'à nos jours. Il est le dépôt légal de la philatélie marocaine et réunit les travaux d’artistes concepteurs de timbres.
Son inauguration est célébrée par un numéro spécial d'un philatec commémoratif sur le thème du costume. Au fil du temps, les collections sont enrichies, permettant aux visiteurs de découvrir des expositions philatéliques chronologiques ainsi que des collections téléphoniques ou télégraphiques, remontant l’histoire de la poste et des télécommunications au Maroc. Toutefois, le musée ferme ses portes au public en 2005 pour une longue période de travaux de rénovation. 
En novembre 2019, il ouvre à nouveau après 5 ans de réaménagement et rénovation. Barid Al-Maghrib définit alors un nouveau concept muséal alliant modernité et identité marocaine.

## Architecture
Conçu sur une superficie de plus de 700 m², le musée est présente plus de 600 timbres et autres objets liés à l’histoire de la poste.
Plusieurs espaces d’exposition servent d’écrins aux collections présentées, dont:
- Un espace introductif: à l’entrée muséale, une timeline historique est mise en avant montrant les principales dates et étapes de l’histoire de la poste marocaine depuis 1892, une photo du premier timbre au monde ainsi qu’une copie du Dahir des Almohades, et finalement la boutique du Musée.
- Un espace consacré aux débuts du service postal au Maroc, au XIXe siècle.
- Un espace timbre histoire, il plonge le visiteur dans les différents développements qu’a connu l’aventure postale marocaine.
- Un espace consacré à l’évolution des services postaux après l’Indépendance du Maroc en 1956, il introduit le visiteur sous le règne de feu Sa Majesté le Roi Mohammed V.

## Evènements
Le musée Bagrid Al-Mahrib soutient de nombreux évènements et manifestations culturelles. Chaque année, des expositions des éditions spéciales sont abritées pour rendre hommage à des personnalités ou commémorer des évènements majeurs nationaux ou internationaux. Le musée encourage plusieurs initiatives touchant différents domaines, notamment la culture, le patrimoine, le sport etc.